# Piperidin-Alkaloide

Piperidin, der Grundkörper der Piperidin-Alkaloide

Die Piperidin-Alkaloide sind in der Natur vorkommende chemische Verbindungen aus der Gruppe der Alkaloide, die sich chemisch vom Piperidin ableiten.

## Vorkommen
(–)-Coniin wurde aus dem Schierling isoliert, während (–)-Lobelin aus Lobelia inflata isoliert wurde. Piperin ist im schwarzen Pfeffer enthalten.

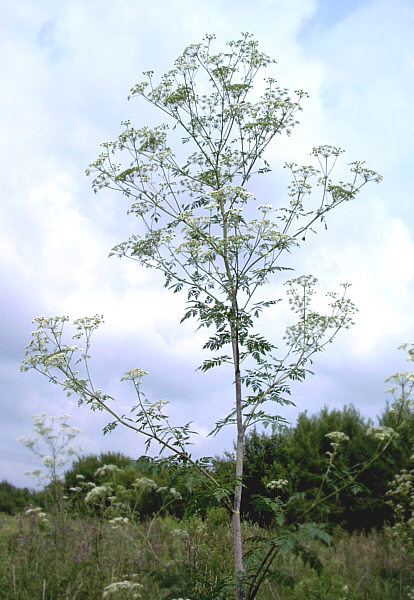
Gefleckter Schierling (Conium maculatum)
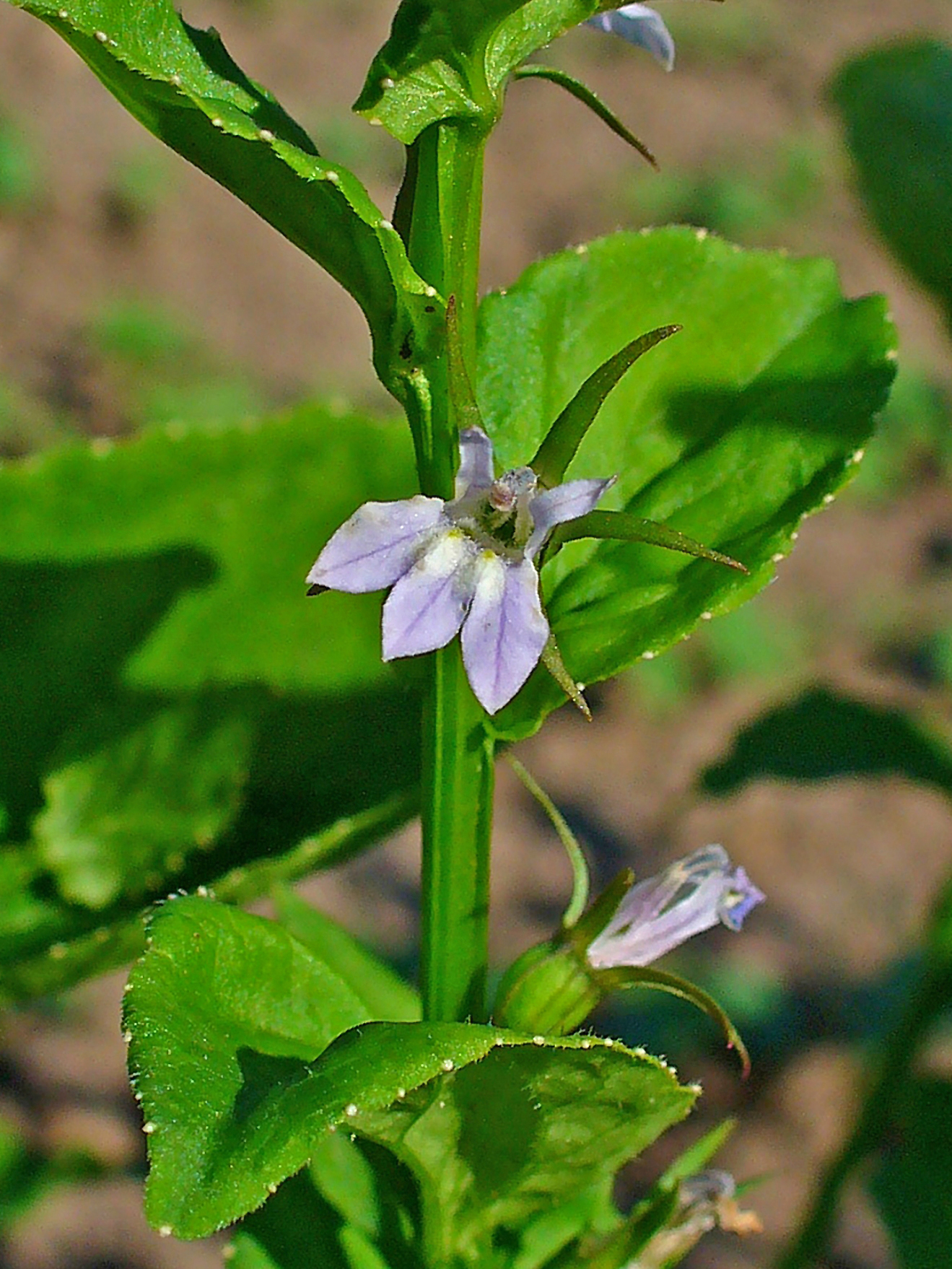
Lobelie (Lobelia inflata)

## Vertreter
Alkaloide mit Piperidin-Teilstruktur sind weit verbreitet und werden meist nach ihrem Vorkommen und ihrer biogenetischen Herkunft weiter unterteilt. Das Hauptalkaloid der Piperidin-Alkaloide ist das Piperin.
Zu den Piperidin-Alkaloiden werden auch die Sedum-Alkaloide, das Pelletierin, die Lobelia-Alkaloide (beispielsweise Lobelin), die Conium-Alkaloide (wie Coniin) und die Pinus-Alkaloide, und das bei Feuerameisen zu findende Solenopsin gezählt.

Piperin
Lobelin
(S)-Coniin
Solenopsin A
Sedamin

## Eigenschaften
Lobelin besitzt atemanregende Eigenschaften und dient der Tabakentwöhnung. Piperin sorgt für den scharfen Geschmack des schwarzen Pfeffers.
Coniin ist das Gift des Gefleckten Schierlings. Eine Vergiftung führt zu Übelkeit, Erbrechen, Speichelfluss und Durchfall. 500 mg Coniin sind für einen Menschen tödlich. Innerhalb einer halben bis einer Stunde tritt eine Lähmung der Brustkorbmuskulatur ein, die tödlich endet.

## Geschichte
In der Antike wurden wässrige Auszüge des Schierlings (Schierlingsbecher) verabreicht.  399 v. Chr. wurde Sokrates als „Freidenker und Jugendverführer“ zum Tode mit dem Schierlingsbecher verurteilt.